# 根室中標津道路
根室中標津道路（ねむろなかしべつどうろ）は、北海道根室市と標津郡中標津町を結ぶ、延長40 kmの地域高規格道路計画路線である。1998年6月16日、計画路線に指定された。

## 概要
この路線は国道243号の一部区間および北海道道8号根室中標津線を通る路線であると見られる。
完成後は北海道横断自動車道と釧路中標津道路に接続する予定。

### 路線データ
- 起点：北海道野付郡別海町別海
- 終点：北海道野付郡別海町中春別
- 延長：8.1 km

## 歴史
- 2001年（平成13年） : 事業化